# Marathon Petroleum
Marathon Petroleum Corporation är ett amerikanskt multinationellt petroleumbolag.

## Historik
Ursprungsföretaget bildades 1998 när Marathon Oil Company och nedströmsverksamheten för Ashland, Inc. fusionerades och det nybildade företaget fick Marathon Ashland Petroleum som namn. Ägandet mellan Marathon Oil Company och Ashland fördelades till 62% respektive 38%. Den 30 juni 2005 köpte Marathon Oil Company Ashlands del för att få full kontroll över företaget. Senare under året bytte företaget namn till Marathon Petroleum Company och det blev ett dotterbolag. Den 1 juli 2011 meddelades att Marathon Oil Company skulle dela sig och bilda två enskilda bolag, Marathon Oil och Marathon Petroleum. Där Marathon Oil skulle ta hand om prospektering och producerande av petroleum medan Marathon Petroleum skulle sköta allt annat som raffinering, transporterande av petroleum via pipelines och marknadsföring av petroleumprodukter.